# Horacio Vásquez
Pour les articles homonymes, voir Vasquez.
Felipe Horacio Vásquez Lajara, né le 22 octobre 1860 à Estancia Nueva près de Moca (Espaillat) et mort le 25 mars 1936 à Santiago de los Caballeros (Santiago), est un général et homme politique dominicain. Il a servi comme président par intérim de la République dominicaine en 1899, et de nouveau entre 1902 et 1903. Il a été candidat pour un mandat complet en tant que président en 1914, mais a perdu face à Juan Isidro Jimenes Pereyra.
Après l'occupation de la République Dominicaine par les forces militaires américaines de 1916 à 1924, Vásquez a été démocratiquement élu en tant que président du pays et a servi entre 1924 et 1930, et encore une fois en 1930 avant d'être évincé et envoyé en exil par le général Rafael Trujillo.